# 1980-е годы в музыке

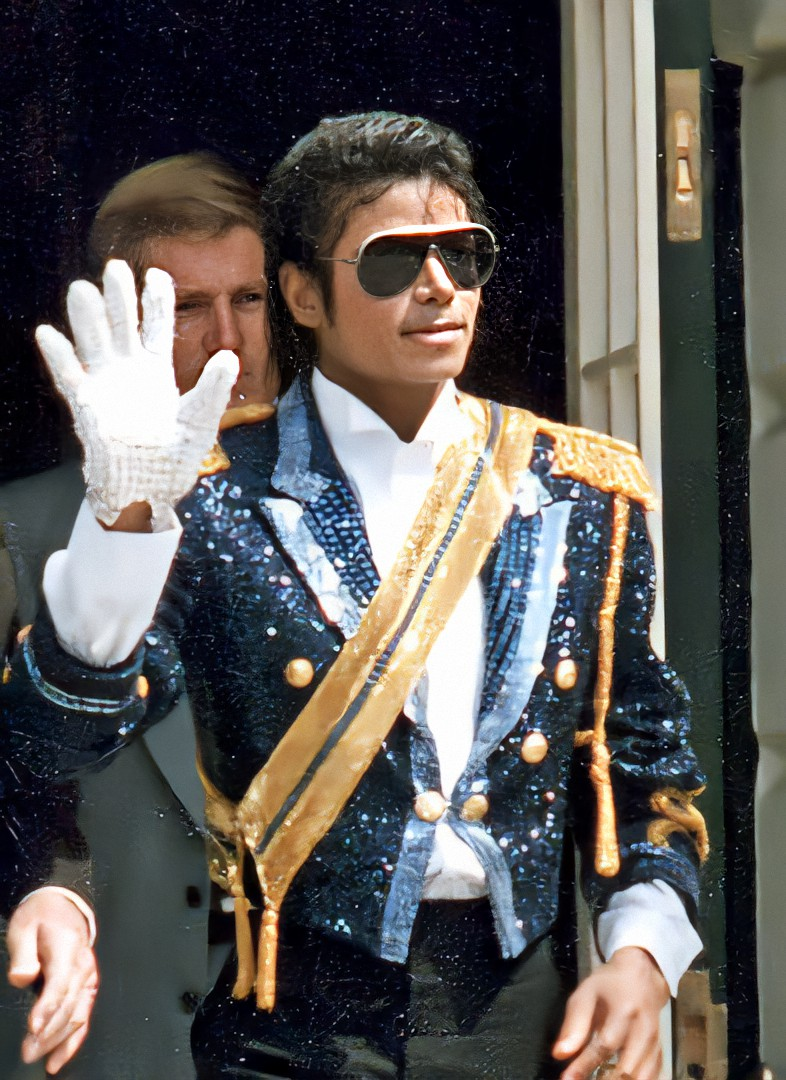
Майкл Джексон в 1984 году.
Его альбом 1982 года «Thriller» всего за один год стал самым продаваемым альбомом в истории музыки.

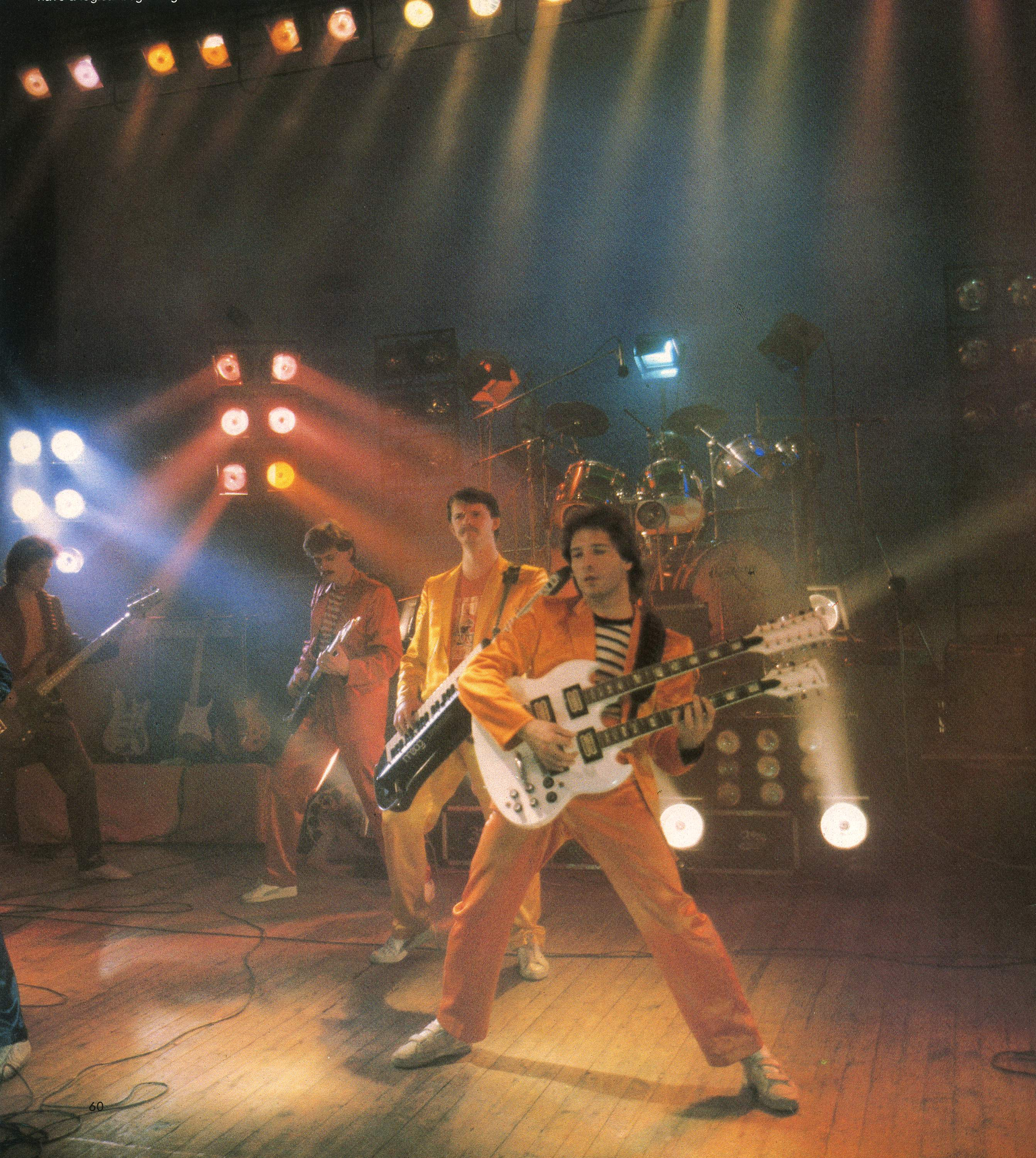
Группа «Земляне», фото журнала
«Soviet Life» (США) октябрь 1984

1980-е годы в музыке:

## Хронология
Без точной даты:
- Расцвет жанров новая волна и синтипоп; успеха добиваются такие исполнители как Depeche Mode, A-ha, Duran Duran, Pet Shop Boys.
- Пост-панк (The Cure, The Smiths, Talking Heads) и производный от него готик-рок (Sisters of Mercy, Bauhaus).
- Расцвет эпохи хеви-метал, Новая волна британского хеви-метала (Iron Maiden, Motorhead). Зарождение многих классических направлений металлической музыки, таких как трэш-метал (Metallica, Slayer, Megadeth), пауэр-метал (Blind Guardian, Helloween), блэк-метал (Venom, Bathory), дэт-метал (Death, Obituary).
- Популярны глэм-рок (Queen, Kiss, Дэвид Боуи) и глэм-метал (Van Halen, Twisted Sister, Motley Crue, W.A.S.P.)
- Суперзвёздами становятся поп-исполнители Майкл Джексон, Мадонна и Принс.
- «Золотая эпоха» русского рока наступает благодаря смягчению цензуры. Появляются и приобретают всесоюзную известность группы «Кино», «Ария», «ДДТ», «Браво», «Наутилус Помпилиус», «Алиса» и другие, а уже существующие (как например, «Аквариум» и «Машина времени») впервые издают свои альбомы официально. На волне большой популярности в СССР во второй половине 80-х, группы «Парк Горького», «Круиз» и «Земляне», предпринимали в тот период весьма серьёзные попытки выйти также и на международный музыкальный рынок.

С более точными датами:
- 1980 — группа Motörhead достигла своей же наибольшей популярности, когда альбом Ace of Spades, который был выпущен 8 ноября — получил статус золотого, заняв четвёртое место в британском хит-параде, а концертный альбом No Sleep 'til Hammersmith занял первое место через пять дней после своего выхода .Эти же альбомы, наряду с Overkill и Bomber, но уже, которые вышли немногим ранее — в 1979 году (соответственно — 24 марта и 27 октября), закрепили за Motörhead репутацию основной британской хард-рок-группы своего времени;
- 1981 — открыт Ленинградский рок-клуб;
- 1 августа 1981 — в США начал вещание музыкальный телеканал MTV;
- 1982—1985 — расцвет жанра электро;
- 1983 — начало популярности итало-диско, со следующего года — евродиско;
- 1985 — проведён фестиваль Live Aid;
- 1986 — появление visual kei в Японии;
- 1986—1990-е — Золотая эра хип-хопа;
- с середины 1980-х — появление таких стилей, как хаус и техно;

## В СССР

### Рок-фестивали СССР, 1980—1989
- Весенние ритмы. Тбилиси-80 (Тбилиси, 1980)
- Физтех — 1982 (Долгопрудный, 4-5 декабря 1982 года)
- Фестивали Ленинградского Рок-клуба (13-16 мая 1983, 18-20 мая 1984, 15-17 марта 1985, 30 мая-1 июня 1986, 3-7 июня 1987, 19-22 мая и 4-10 июня 1988, 7-11 июня 1989, 7-10 марта и 12-14 марта 1991 года)
- Литуаника (Вильнюс, 1985—1989)
- Три цвета[бел.] (Минск, 1986—1990)
- Рок-панорама-86 (Москва, 4—8 мая 1986)
- Фестиваль надежд (Москва, 1987—1991)
- Подмосковные вечера (Черноголовка, июнь 1987)
- Подольский рок-фестиваль (Подольск, 1987)
- Рок-панорама-87 (Москва, 7—13 декабря 1987)
- Музыканты за мир (Москва, 1988)
- Рок-707 (Ростов-на-Дону, 27—29 мая 1988)
- Сырок (Москва, 2-4 декабря 1988 года, 1989, 1990,1991)
- Закрытая зона (Ростов-на-Дону, 28—30 апреля 1989)
- Moscow Music Peace Festival / Московский международный фестиваль мира (Москва, стадион «Лужники», 12—13 августа 1989)
- Монстры рока СССР (Череповец, 31 августа — 3 сентября 1989;[1] Москва, май 1990; Ленинград, июль 1990)
- Рок-Аврора 89 (Ленинград, 16 — 24 сентября 1989)[2][3]